# ۲ اردیبهشت
۲ اردیبهشت سی و سومین روز از سال در گاه‌شماری خورشیدی است. به پایان سال ۳۳۲ روز (۳۳۳ روز در سال کبیسه) مانده‌است.

## رویدادها
- ۱۳۴۸ - آغاز عملیات مشترک اروند
- ۱۳۷۶ - ثبت ملی سردر باغ ملی با شماره ثبت ۱۹۶۷ به‌عنوان یکی از آثار ملی ایران
- ۱۳۹۷ - کشف پیکر بی‌جان و مومیایی‌شده رضاشاه در ایران

## مناسبت‌ها
- اوج سالانه بارش شهابی شلیاقی
- روز زمین

## زادروزها
- ۱۳۰۰ - فضل‌الله اکبری، نخستین رئیس دانشکده علوم اداری و مدیریت بازرگانی دانشگاه تهران
- ۱۳۱۰ - امیرناصر کاتوزیان، حقوق‌دان
- ۱۳۱۳ - یاور همدانی، شاعر
- ۱۳۳۰ - علی رفیعی علامرودشتی، نویسنده
- ۱۳۳۷ - آندرانیک مددیان، خواننده
- ۱۳۳۸ - قیصر امین‌پور، شاعر
- ۱۳۵۷ - محمدرضا وطن‌دوست، کارگردان
- ۱۳۶۴ - زانیار خسروی، خواننده و آهنگساز

## درگذشت‌‌ها
- ۱۳۳۲ - محمود افشارطوس، نظامی
- ۱۳۳۸ - فضل‌الله دهش، از بنیان‌گذاران کارخانه وطن
- ۱۳۶۶ - محمود محمودی خوانساری، خواننده
- ۱۳۹۷ - حبیب‌الله مهمان‌نواز، نماینده استان خراسان شمالی در مجلس خبرگان رهبری
- ۱۴۰۰ - اشکان منصوری، بازیگر و خبرنگار